# Сарбоян
Сарбоян (устар. Сырбаян, устар. Кубовка) — река в Мошковском районе Новосибирской области России. Длина реки составляет 35 км.
Начинается у пересечения автодороги Мошково-Кайлы с ответвлением на Томилово. Течёт в северном направлении по поросшей лесом долине через село Участок-Балта и посёлок Широкий Яр. Устье реки находится в 60 км от устья реки Ояш по левому берегу, около железнодорожной станции Кубово на высоте 119 метров над уровнем моря.
Основные притоки — Крутая (лв) и Сынок (лв).

## Данные водного реестра
По данным государственного водного реестра России относится к Верхнеобскому бассейновому округу, водохозяйственный участок реки — Обь от Новосибирского гидроузла до впадения реки Чулым, без рек Иня и Томь, речной подбассейн реки — бассейны притоков (Верхней) Оби до впадения Томи. Речной бассейн реки — (Верхняя) Обь до впадения Иртыша.
Код нижнего участка — 13010200712215200006910, код верхнего — 13010200712115200006900.